# Сан Дзено Навильо
Сан Дзѐно Навѝльо (на италиански: San Zeno Naviglio, на източноломбардски: San Zé, Сан Дзе) е малко градче и община в Северна Италия, провинция Бреша, регион Ломбардия. Разположено е на 112 m надморска височина. Населението на общината е 4615 души (към 2013 г.).